# Archidiecezja Kalikat
Archidiecezja Kalikat (łac. Archidiœcesis Calicutensis) – diecezja rzymskokatolicka w Indiach. Została utworzona w 1923 z terenu diecezji Coimbatore, Mangalore i Mysore. W 2025 podniesiona do rangi archidiecezji metropolitalnej.

## Główne świątynie
- Katedra: Katedra Matki Bożej w Kozhikode
- Bazylika mniejsza: Bazylika św. Teresy w Mahe

## Biskupi diecezjalni

### Biskupi
- Paolo Perini SJ (1923–1932)
- Leone Proserpio SJ (1937–1945)
- Aldo Patroni SJ (1948–1980)
- Maxwell Noronha (1980–2002)
- Joseph Kalathiparambil (2002–2011)
- Varghese Chakkalakal (2012–2025)

### Arcybiskupi
- Varghese Chakkalakal (od 2025)